# Charte sociale européenne
- Charte de 1961
- Charte révisée
- États non membres

Lire en ligne

Site officiel

La Charte sociale européenne est une convention du Conseil de l'Europe, signée le 18 octobre 1961 à Turin et révisée le 3 mai 1996 à Strasbourg, qui énonce des droits et libertés et établit un système de contrôle qui garantit leur respect par les États parties. La Charte révisée est entrée en vigueur en 1999, et remplace progressivement le traité initial de 1961. Le protocole de 1995 prévoyant un système de réclamations collectives (entré en vigueur en 1998) permet de saisir le Comité européen des droits sociaux (CEDS) de recours alléguant de violations de la Charte.
Cette Charte est établie de manière à améliorer la Convention européenne des droits de l'homme qui s'occupe principalement des droits civiques. Les droits fondamentaux énoncés dans la Charte sont des droits sociaux : le logement, la santé, l'éducation, l'emploi, les conditions de travail, la réduction du temps de travail, le droit de grève, la convention collective, la rémunération égale à travail équivalent, l'allocation de maternité, la protection juridique et sociale, l'aide sociale, la circulation des personnes, la non-discrimination, la protection contre la pauvreté et contre l'exclusion sociale ainsi que les droits des travailleurs migrants et des personnes handicapées.
Les États parties soumettent un rapport chaque année, dans lequel ils indiquent comment ils mettent en œuvre la Charte en droit et en pratique.
Cette charte sociale européenne est dotée d'une dimension supranationale étant donné que les pays signataires s'engagent à la respecter. Du moins, c'est ce que la charte présuppose en 1961, or lorsque les rapports sont présentés par les États au Comité européen des droits sociaux, celui-ci adresse une recommandation à l'État concerné s'il y a des modifications à apporter, « recommandation » seulement, donc non exécutoire. De plus, les représentants du CEDS sont élus par les représentants du Conseil des ministres (représentants des ministres des Affaires étrangères des États membres) dont le travail prépare celui du Comité gouvernemental représentant les chefs d'État qui n'est pas une institution communautaire et où la supranationalité ne s'exerce que fort peu. Ainsi, la charte sociale européenne en 1961, malgré un réel pouvoir d'imposer ses décisions aux États, est limitée par les souverainistes et ceux qui ne veulent pas d'une Europe fédérale.

## Comité européen des droits sociaux
Le Comité européen des droits sociaux (CEDS) a pour mission de déterminer si les législations et pratiques nationales sont conformes à la Charte. Il se compose de 15 membres, indépendants et impartiaux, élus par le Comité des ministres du Conseil de l’Europe pour un mandat de six ans, renouvelable une fois.
Certaines organisations sont habilitées à saisir le CEDS (il existe une liste d’ONG dotées du statut participatif avec le Conseil de l’Europe). La réclamation est examinée par ce dernier qui, si les conditions de forme sont remplies, décide de sa recevabilité.

## Pays signataires

### États parties à la Charte révisée
1. Albanie
2. Allemagne
3. Andorre
4. Arménie
5. Autriche
6. Azerbaïdjan
7. Belgique
8. Bosnie-Herzégovine
9. Bulgarie
10. Chypre
11. Espagne
12. Estonie
13. Finlande
14. France
15. Géorgie
16. Grèce
17. Hongrie
18. Irlande
19. Islande
20. Italie
21. Lettonie
22. Lituanie
23. Macédoine du Nord
24. Malte
25. Monténégro
26. Norvège
27. Pays-Bas
28. Portugal
29. République de Moldova
30. Slovaquie
31. Roumanie
32. Serbie
33. Slovénie
34. Suède
35. Turquie
36. Ukraine

### États parties uniquement à la Charte de 1961
1. Croatie
2. Danemark
3. Luxembourg
4. Pologne
5. République tchèque
6. Royaume-Uni

### États parties au protocole de 1995 prévoyant un système de réclamations collectives
1. Belgique
2. Bulgarie
3. Chypre
4. Croatie
5. Espagne
6. Finlande
7. France
8. Grèce
9. Irlande
10. Pays-Bas
11. Portugal
12. République tchèque
13. Slovénie
14. Suède

### États du Conseil de l'Europe non parties
1. Liechtenstein
2. Monaco
3. Saint-Marin
4. Suisse

## Exclusion de l'Outre-Mer français
Quand la France signe le texte en 1961, elle choisit de ne l’appliquer que sur le territoire métropolitain. Alors que pour étendre la portée de la Charte aux territoires ultramarins, le gouvernement français doit juste envoyer une lettre au Secrétaire Général du Conseil de l'Europe, cela n'a jamais été fait, y compris lors de la révision de la Charte, dans les années 1990.. En revanche, d’autres pays européens qui possèdent aussi des territoires ultrapériphériques ont fait un choix différent, comme les Pays-Bas. Cela explique pourquoi la Charte ne s’applique pas dans la partie française de Saint-Martin, mais s’applique dans la zone néerlandaise de l’île. En septembre 2024, la Commission nationale consultative des droits de l’homme a dénoncé une « clause coloniale ». Le 19 mars 2025, « lors des questions au gouvernement à l'Assemblée, le ministre de l'Europe et des Affaires étrangères Jean Noël Barrot s'était dit prêt à réparer cet écart ».